# 이순명
이순명(李順命, 1939년 6월 23일 ~ 1998년 7월 9일)은 대한민국의 전 축구 선수이다.
상업은행 축구단의 감독을 맡았으며, 1997년부터 대한축구협회의 경기위원장을 지냈다.

## 선수 경력

### 클럽
동북고등학교를 거쳤으며, 1959년 국학대학에 입학하였다. 이후 같은 해 육군 특무부대 축구단에 입대했으며, 직후 열린 전국축구선수권대회 당시 육군 헌병감실 축구단과의 경기에서 결승골을 성공시키는 등 팀의 우승에 기여하였다. 그 뒤 방첩부대에서 제대해 금성방직 축구단으로 이적한 뒤 핵심 선수로 활약했으며, 1965년 아시아 청소년 축구 선수권 대회에 참가하는 대한민국 U-20 국가대표팀과의 경기에서 선제골을 득점하며 팀의 2-1 승리를 이끌었다. 또한 그 해 전국실업축구연맹전 추계 대회에서 대한중석 축구단과 철도청 축구단과의 경기에서 몇 차례 골을 기록하는 등의 활약을 보였으나 팀은 결승 진출에 실패했으며, 뒤이어 열린 동북고등학교와 한양공업고등학교의 OB 올스타전에 출전하였다.
이후 1966년 제일모직 축구단에 입단했으며, 그 해 전국실업축구연맹전 춘계 대회에서 육군 병참단 축구단을 상대로 결승골을 성공시키는 등 뛰어난 활약을 펼쳤으나 팀은 좋은 성과를 거두지 못했다. 또한 대통령배 전국축구대회 당시 철도청 축구단과의 경기 등에서 활약했으나 팀은 결승 진출에 실패했으며, 얼마 뒤 열린 야와타제철 축구단과의 '한일 축구대회'에서 박병주의 추가골을 어시스트하는 등 인상적인 활약을 보였다. 그리고 1967년 치안국 축구단으로 팀을 옮겼으며, 같은 해 전국실업축구연맹전 춘계 대회 당시 해병대 축구단과 쌍용양회 축구단과의 경기에서 잇달아 공격 포인트를 기록하는 등 좋은 활약을 펼치며 팀의 대회 우승에 공헌하였다.
그 뒤 1970년 상업은행 축구단 소속으로 활동했으며, 그 해 대통령배 전국축구대회 결승전에서 해병대 축구단을 상대로 결승골을 득점해 팀의 우승에 크게 기여하였다. 하지만 1971년 산업은행 축구단과의 국무총리배 금융단 축구대회에서 김영호를 고의적으로 가격한 뒤 퇴장 처분을 받자 동료들과 함께 이우현 주심에게 지나치게 항의하는 모습을 보인 것으로 인해 빈축을 사기도 했으며, 같은 해 대통령배 금융단 축구대회에서 한일은행 축구단을 상대로 득점포를 쏘아올리는 등의 활약을 보였으나 팀은 결승 진출에 실패하였다. 그리고 전국실업축구연맹전 추계 대회에서 육군 축구단을 상대로 추가골을 기록하는 등 좋은 모습을 보였으나 팀은 좋은 성과를 거두지 못했다.

### 국가대표팀
1959년 아시아 청소년 축구 선수권 대회에 대한민국 U-20 국가대표팀의 일원으로 참가했으며, 태국과의 경기에서 선제골을 성공시켜 팀의 2-0 승리를 이끌었다. 또한 일본과의 경기에서 추가골을 득점하는 등 뛰어난 활약을 펼치며 팀의 3-2 승리를 견인했으며, 팀의 대회 우승에 크게 기여하였다. 그리고 같은 해 개최된 메르데카 국제축구대회에 참가하였고, 9월 2일 싱가포르와의 경기에 출전하여 대한민국 축구 국가대표팀에 정식으로 데뷔하였다.
이후 1960년 하계 올림픽 예선 선수 후보 명단에 포함되었으나 최종적으로 선발되지 못했으며, 같은 해 메르데카 국제축구대회 선수 선발 대회에 출전했으나 최종적으로 선발되지 못했다. 그 뒤 1960년 AFC 아시안컵에 참가해 활약했으며, 중화 타이베이와의 경기에서 인상적인 활약을 선보이며 대표팀의 AFC 아시안컵 2연패에 기여하였다. 그리고 일본과의 1962년 FIFA 월드컵 예선 경기 명단에 포함되었으나 본 경기에는 나서지 못했으며, 뒤이어 치러진 양팀 간 평가전에 출전하였다. 이후 1961년 펼쳐진 마두레이라 EC와의 평가전에 출전해 만회골을 성공시키는 등 좋은 활약을 펼쳤으나 팀의 패배를 막지 못했고, 그 해 개최된 세계 군인 축구 선수권 대회에 참가해 대표팀의 준우승에 일조하였다.
그 뒤 1962년 스포르팅 크리스탈과의 1차 평가전에 출전했으며, 국가대표팀의 인도네시아 원정 선수 선발 대회에 출전했으나 최종적으로 선발되지 못했다. 이후 1963년 중화 타이베이와의 1964년 하계 올림픽 1차 예선 선수 후보 명단에 포함되었으나 최종적으로 선발되지 못했으며, 1964년 AFC 아시안컵에 참가해 이스라엘과의 경기에서 만회골을 넣는 등의 활약을 보였으나 대표팀은 3위를 기록하며 좋은 성과를 거두지 못했다. 그 뒤 1964년 국가대표 B팀으로 구성된 메르데카 국제축구대회 선수 선발 대회에 출전했으나 최종적으로 선발되지 못했으며, 1965년에는 1966년 FIFA 월드컵 예선을 앞두고 벌어진 제1차 선발전에서 소속팀의 우승에 기여하였다. 그리고 제2차 선발전 후보 명단에 포함된 뒤 최종적으로 선발되었으나, 대한축구협회 측에서 예선 불참을 결정함에 따라 경기에 나서지 못했다.
이후 1966년 아시안 게임 선수 후보 명단에 포함되었으나 최종적으로 선발되지 못했으며, 1967년에는 국가대표팀 상비군 명단에 포함되었다. 그리고 같은 해 열린 미들섹스 원더러스 AFC와의 2차 평가전에 출전했으며, 팀의 선제골에 관여하는 등 인상적인 활약을 보이며 팀의 2-0 승리에 공헌하였다. 또한 1968년 하계 올림픽을 대비해 소집된 명단에 들어갔으며, 1968년 AFC 아시안컵 예선에 참가하는 대표팀에 추가로 발탁되었으나 대표팀은 본선 진출에 실패하였다.